# Макракоми
Макрако́ми (греч. Μακρακώμη) — малый город в Греции. Находится на высоте 150 метров над уровнем моря, на левом (северном) берегу реки Сперхиос, в 4 километрах к северу от Сперхиаса, в 28 километрах к северо-западу от Ламии и в 176 километрах к северо-западу от Афин. Входит в одноимённую общину (дим) в периферийной единице Фтиотида в периферии Центральная Греция. Население 2245 жителей по переписи 2011 года. Площадь 12,579 квадратного километра.
Через город проходит национальная дорога 38 Ламия — Карпенисион, часть европейского маршрута E952.
До 1916 года (ΦΕΚ 41Β) город назывался Варибоби (Βαρυμπόπη). Макра Кома (Μακρά Κώμη, «большая деревня») — древний город в Локриде близ фессалийской границы. Община Макракоми создана в 1835 году. В 1912 году (ΦΕΚ 261Α) создано сообщество Варибоби.

## Население
| Год  | Население, человек |
| ---- | ------------------ |
| 1991 | 2570               |
| 2001 | 1958               |
| 2011 | ↗ 2245             |